# La Farleta
La Farleta (nom occità, antigament La Ferleda) (en francès La Farlède) és un municipi francès situat al departament del Var i a la regió de Provença – Alps – Costa Blava. L'any 1999 tenia 6.877 habitants.

## Demografia
| 1962                                       | 1968  | 1975  | 1982  | 1990  | 1999  | 2006  |
| ------------------------------------------ | ----- | ----- | ----- | ----- | ----- | ----- |
| 1.874                                      | 2.540 | 3.027 | 4.472 | 6.491 | 6.877 | 6.952 |
| Des de 1962: població sense dobles comptes |       |       |       |       |       |       |

## Administració
| Període   | Identitat           | Partit        |
| --------- | ------------------- | ------------- |
| 1974-2004 | François Pantalacci | Divers droite |
| 2004-2008 | Charles Rodolphe    | Divers droite |
| 2008-     | Raymond Abrines     | UMP           |